# Massacre de Vukovar
Vous pouvez aider à l'améliorer ou bien discuter des problèmes sur sa page de discussion.
- Il n'est pas vérifiable et peut contenir des informations totalement erronées. Il est fortement conseillé aux contributeurs d'étayer son contenu par des sources fiables. Sans cela, sa suppression pourrait être envisagée. (si vous venez d'apposer le bandeau, veuillez cliquer sur ce lien pour créer la discussion et en afficher les indications). (Marqué depuis novembre 2021)
- Il peut contenir un travail inédit ou des déclarations non vérifiées. Vous pouvez l’améliorer en ajoutant des références. (Marqué depuis novembre 2021)

- Archive Wikiwix
- Bing
- Cairn
- DuckDuckGo
- E. Universalis
- Gallica
- Google
- G. Books
- G. News
- G. Scholar
- Persée
- Qwant
- (zh) Baidu
- (ru) Yandex
- (wd) trouver des œuvres sur Wikidata

Vous pouvez aider à l'améliorer ou bien discuter des problèmes sur sa page de discussion.
Le massacre de Vukovar est un crime de guerre qui a eu lieu entre le 18 et le 21 novembre 1991 dans la localité d'Ovčara, près de la ville de Vukovar, à l'issue de la bataille du même nom. 
Plus de 250 personnes, essentiellement des Croates (y compris des civils et des prisonniers de guerre), dont 194 ont été identifiés, ont été assassinés par des membres des milices serbes aidées par l'Armée populaire yougoslave (JNA), dont le journaliste Siniša Glavašević et son technicien Branimir Polovina ainsi que Jean-Michel Nicolier, un Français engagé aux côtés de l'armée croate.
Les chefs serbes Veselin Šljivančanin (en) et Mile Mrkšić furent condamnés par le Tribunal pénal international pour l'ex-Yougoslavie en 2007 2009 et 2010. Miroslav Radić (en), également inculpé, fut, quant à lui, acquitté pour ces faits. L'acte d'accusation liste les noms de 264 personnes âgées de 16 à 77 ans, dont une femme. Vingt-trois victimes étaient âgées de plus de quarante-neuf ans, soit l'âge maximal d'astreinte au service militaire en Croatie.

## Camp de prisonniers
Ovčara, à cinq kilomètres au sud-est de Vukovar, est une bande de terre largement inhabitée où le conglomérat agricole de Vukovar construisit des fermes spécialisées dans l'élevage de bétail après la Seconde Guerre mondiale. En octobre 1991, l'Armée populaire de Yougoslavie en transforma les bâtiments, des hangars clôturés, en camp de prisonniers. Les estimations évoquent trois à quatre mille personnes placées là en transit avant d'être transférées au camp de Velepromet ou à la prison de Sremska Mitrovica, d'où elles furent envoyées aux camps de détention serbes de Stajićevo ou Begejci (en).
Parmi les personnes en transit à Ovčara se trouvaient des blessés au conflit, des employés de l'hôpital de Vukovar, des membres des forces de défense de Vukovar faits prisonniers, des nationalistes croates ainsi que des journalistes et autres civils. Le camp fut fermé le 25 décembre 1991.

## Massacre de l'hôpital
Le 18 novembre 1991, l'Armée populaire yougoslave prit la ville de Vukovar après un siège de trois mois. L'armée régulière promit au gouvernement croate d'évacuer l'hôpital en toute sécurité le 20 novembre. L'heure convenue approchant, un véhicule blindé appartenant aux forces serbes stationné sur un pont bloqua l'accès des observateurs internationaux à l'hôpital, pendant que des bus enlevaient les occupants, malades, blessés, civils réfugiés et employés de l'hôpital confondus, vers Ovčara.
Le lendemain, ils furent emmenés dans une ravine éloignée d'un kilomètre vers le nord-est, où des milices paramilitaires serbes les exécutèrent à l'aide d'armes à feu. La plupart des corps furent jetés dans une tranchée et recouverts de terre.

## Suites

### Exhumation et identification
L'exhumation des victimes débuta le 1er septembre 1996 et dura quarante jours. Deux cents corps furent retrouvés, dont 194 purent être identifiés. Le sort réservé aux soixante-quatre autres victimes demeure inconnu. 
Un mémorial fut inauguré le 29 décembre 1998. Il s'agit du premier monument érigé sur la base de la loi sur l'identification des fosses communes de la guerre d'indépendance, adoptée par le parlement croate en 1996.

### Procès et condamnations par la justice internationale
Le TPIY inculpa définitivement sept personnes pour les faits survenus à Vukovar et Ovčara :
- Slobodan Milošević mourut en détention le 11 mars 2006 ;
- Slavko Dokmanović (en) se suicida en détention le 29 juin 1998 ;
- Mile Mrkšić fut condamné à vingt ans d'emprisonnement le 27 septembre 2007 pour meurtre et torture ;
- Veselin Šljivančanin (en) fut condamné à cinq ans d'emprisonnement pour torture mais acquitté du crime d'extermination, avant de voir sa sentence portée à dix-sept ans, puis finalement réduite à dix ans en appel ;
- Miroslav Radić (en) fut acquitté ;
- Vojislav Šešelj est, d'abord acquitté, puis condamné à 10 ans de prison en appel ;
- Goran Hadžić, dernier inculpé du TPIY à avoir été arrêté en septembre 2013, est décédé le 12 juillet 2016.

Jovica Stanišić et Franko Simatović (en) furent également visés dans un premier temps, mais le procureur abandonna les charges relatives au massacre de Vukovar en cours de procès, par manque de preuves.

### Procès et condamnations en Serbie
Le 4 décembre 2003, le procureur de Serbie-et-Monténégro pour les crimes de guerre inculpa Miroljub Vujović et consorts pour crimes de guerre contre des prisonniers de guerre. Les 24 et 25 mai 2004, il inculpa respectivement Milan Lazunčanin et consorts ainsi que Predrag Dragović (sr) et consorts pour les mêmes faits.
L'acte d'accusation allègue que les accusés, en tant que membres de la Défense territoriale de Vukovar, qui faisait partie des forces armées yougoslaves au même titre que l'Armée populaire, ou en tant que membres de la milice Leva Supoderica, organisèrent et ordonnèrent des actes de torture et les meurtres de 192 prisonniers membres de forces armées à Ovčara les 20 et 21 novembre 1991. Le procès en première instance prit fin en 2005 avec la condamnation de seize accusés à des peines allant de cinq à vingt ans de prison et l'acquittement de deux accusés. La Cour suprême de Serbie annula le verdict en décembre 2006 et les accusés furent rejugés. Le 12 mars 2009, le tribunal de district de Belgrade condamna treize personnes à des peines variant de cinq à vingt ans de détention et acquitta cinq accusés.

### Réconciliation
Le 4 novembre 2010, le président de Serbie, Boris Tadić, effectua la première visite officielle serbe d'un mémorial croate et présenta les excuses de la Serbie. Sa visite fit l'objet de virulente critiques de la part de l'extrême-droite croate.